# Medicago
Medicago (familia Fabaceae, la familia de los guisantes) es un género de plantas perennes con flor. El miembro más conspicuo del género es la alfalfa (M. sativa), un importante cultivo forrajero.
Muchas especies de esta familia son hierbas bajas, rastreras. Sin embargo, la alfalfa crece verticalmente hasta 1 m, y Medicago arborea es un arbusto.
Como la alfalfa, muchas plantas rastreras de la familia Fabaceae se usan para cultivos forrajeros.

## Ecología
Las especies de Medicago son alimento para las larvas de algunas especies de lepidópteros, incluyendo a Korscheltellus lupulina, Axylia putris, Semiothisa clathrata, Eupithecia centaureata, Discestra trifolii, Xestia c-nigrum, Agrotis segetum, Coleophora frischella (exclusivamente sobre Medicago sativa) y Coleophora fuscociliella (exclusivamente sobre Medicago spp).

## Taxonomía
El género fue descrito por Carlos Linneo y publicado en Species Plantarum, vol 2, p. 778, 1753, y su diagnosis ampliada y precisada en Genera Plantarum, nº805, p. 339, 1754. La especie tipo es: Medicago sativa L., 1753 .
Etimología
- Medicago: vocablo derivado del  latín mědǐca, -ae, a su vez prestado del griego μηδιχή πόα, hierba de Meda, del persa Mâda; . Documentado en las Geórgicas (1, 215) de Virgilio y Naturalis Historia (18, 144) de Plinio el Viejo , con su sentido original, la Alfalfa.[3][4]

## Especies aceptadas
- Medicago agropyretorum Vassilcz.
- Medicago alatavica Vassilcz.
- Medicago arabica (L.) Huds.
- Medicago arborea L.
- Medicago archiducis-nicolai Sirj.
- Medicago arenicola (Hub.-Mor.) E.Small
- Medicago astroites (Fisch. & C.A.Mey.) Trautv.
- Medicago biflora (Griseb.) E.Small
- Medicago blancheana Boiss.
- Medicago brachycarpa M.Bieb.
- Medicago caerulea Less. ex Ledeb.
- Medicago cancellata M.Bieb.
- Medicago carica (Hub.-Mor.) E.Small
- Medicago carstiensis Wulfen
- Medicago caucasica Vassilcz.
- Medicago constricta Durieu
- Medicago coronata (L.) Bartal.
- Medicago crassipes (Boiss.) E.Small
- Medicago cretacea M.Bieb.
- Medicago cyrenaea Maire & Weiller
- Medicagodaghestanica Rupr.
- Medicago difalcata Sinskaya
- Medicago disciformis DC.
- Medicago doliata Carmign.
- Medicago edgeworthii Sirj.
- Medicago falcata L.
- Medicago fischeriana (Ser.) Trautv.
- Medicago glandulosa David
- Medicago glomerata Balb.
- Medicago granadensis Willd.
- Medicago grossheimii Vassilcz.
- Medicago gunibica Vassilcz.
- Medicago halophila (Boiss.) E.Small
- Medicago heldreichii E.Small
- Medicago hemicoerulea Sinskaya
- Medicago heyniana Greuter
- Medicago hybrida (Pourr.) Trautv.
- Medicago hypogaea E.Small
- Medicago intertexta (L.) Mill.
- Medicago isthmocarpa (Boiss. & Balansa) E.Small
- Medicago karatschaica (A.Heller) A.Heller
- Medicago komarovii Vassilcz.
- Medicago laciniata (L.) Mill.
- Medicago lanigera C.Winkl. & B.Fedtsch.
- Medicago laxispira Heyn
- Medicago liaosiensis (P.Y.Fu & Y.A.Chen) X.Y.Zhu & Y.F.Du
- Medicago littoralis Loisel.
- Medicago lupulina L.
- Medicago marina L.
- Medicago medicaginoides (Retz.) E.Small
- Medicago meyeri Gruner
- Medicago minima (L.) L.
- Medicago monantha (C.A.Mey.) Trautv.
- Medicago monspeliaca (L.) Trautv.
- Medicago murex Willd.
- Medicago muricoleptis Tineo
- Medicago noeana Boiss.
- Medicago orbicularis (L.) Bartal.
- Medicago orthoceras (Kar. & Kir.) Trautv.
- Medicago ovalis (Boiss.) Sirj.
- Medicago pamphylica (Huber-Mor. & Sirj.) E.Small
- Medicago papillosa Boiss.
- Medicago persica (Boiss.) E.Small
- Medicago phrygia (Boiss. & Balansa) E.Small
- Medicago pironae Vis.
- Medicago platycarpa (L.) Trautv.
- Medicago polyceratia (L.) Trautv.
- Medicago polychroa Grossh.
- Medicago polymorpha L.
- Medicago praecox DC.
- Medicago prostrata Jacq.
- Medicago radiata L.
- Medicago retrorsa (Boiss.) E.Small
- Medicago rhodopea Velen.
- Medicago rhytidiocarpa (Boiss. & Balansa) E.Small
- Medicago rigida (Boiss. & Balansa) E.Small
- Medicago rigidula (L.) All.
- Medicago rostrata (Boiss. & Balansa) E.Small
- Medicago rotata Boiss.
- Medicago rugosa Desr.
- Medicago rupestris M.Bieb.
- Medicago ruthenica (L.) Ledeb.
- Medicago sativa L.
- Medicago sauvagei Negre
- Medicago saxatilis M.Bieb.
- Medicago schischkinii Sumnev.
- Medicago scutellata (L.) Mill.
- Medicago secundiflora Durieu
- Medicago sinskiae Uljanova
- Medicago soleirolii Duby
- Medicago strasseri Greuter & al.
- Medicago suffruticosa DC.
- Medicago talyschensis Latsch.
- Medicago tenoreana Ser.
- Medicago tornata (L.) Mill.
- Medicago transoxana Vassilcz.
- Medicago trautvetterii Sumnevicz, in Animadvers.
- Medicago truncatula Gaertn.
- Medicago tunetana (Murb.) A.W.Hill
- Medicago turbinata (L.) All.
- Medicago vardanis Vassilcz.
- Medicago × varia Martyn
- Medicago virescens Grossh.[5]